# Red Secret Room 2
Red Secret Room 2 (新・赤い密室 壊れた人形たち?, Shin akai misshitsu (heya): Kowareta ningyō-tachi) è un film del 2000, diretto da Daisuke Yamanouchi, realizzato per il V-Cinema. È il sequel di Red Secret Room, diretto sempre da Daisuke Yamanouchi nel 1999. È conosciuto anche con il titolo Red Room 2.

## Trama
Due uomini e due donne partecipano a Il gioco del Re proibito, un reality show con in palio 20 milioni di yen. I concorrenti sono:
- Mitsuko Manabe, una ragazza di 28 anni incinta;
- Takeshi Oyama, un uomo sicuro di sé;
- Hideoyuki Tajima, un uomo silenzioso e timido;
- Hiromisama Mochida, vincitrice del reality per tre volte.

Il gioco consiste nell'essere chiusi in una stanza contenente un tavolo, quattro sedie, una gabbia e una scatola contenente un nastro adesivo, uno spazzolino da denti, un piede di porco, una lampadina e una frusta. Ai concorrenti vengono date quattro carte, contenenti tre numeri e una corona. Chi trova la corona sceglie due concorrenti e li rinchiude nella gabbia, ordinando di fare ciò che vuole, mentre il terzo concorrente svolge il ruolo di spettatore passivo.
Al primo giro la corona viene pescata da Hiromisama, che obbliga Takeshi a masturbarsi davanti a Mitsuko che lecca una lampadina. L'uomo eiacula sul viso della ragazza e supera così la prova. Successivamente la corona viene trovata da Takeshi, che obbliga Mitsuko ad infilare lo spazzolino da denti, dalla parte delle setole, nel naso di Hideoyuki. La ragazza supera la prova, facendo sanguinare copiosamente Hideoyuki. È il turno di Mitsuko, che trova la corona e obbliga Hiromisama a bere il vomito di Takeshi. La donna supera la prova, bevendo con gusto.
È quindi nuovamente Takeshi a trovare la corona. L'uomo obbliga Hiromisama ad avere un rapporto sessuale completo con Hideoyuki, e la donna supera la prova. Al giro seguente è Hiromisama a pescare la corona. La donna obbliga Takeshi a far eccitare Mitsuko. L'uomo infila così un dito nella vagina della ragazza, quindi decide di infilare tutta la mano, praticando così un fisting che porta all'estirpazione del feto di Mitsuko, che crolla a terra sanguinante.
Rimasti Takeshi, Hideoyuki e Hiromisama, la corona viene pescata dalla ragazza, che obbliga i due uomini a picchiarsi. Takeshi sembra avere facilmente la meglio, pestando a sangue Hideoyuki, che però a tre secondi dalla fine del tempo si rialza in piedi e colpisce con il piede di porco Takeshi, che sviene.
Hideoyuki e Hiromisama mescolano le carte e la corona viene trovata dalla ragazza. I due si rinchiudono nella gabbia, quando improvvisamente Takeshi rinviene e colpisce alla testa Hiromisama, provocandole la deorbitazione dell'occhio sinistro. Hiromisama inizia a sanguinare, ma al posto del sangue esce uno strano liquido verde. Quando Takeshi strappa un braccio alla ragazza si accorge che in realtà Hiromisama è un cyborg. Improvvisamente rinviene anche Mitsuko, che strangola con il cordone ombelicale del suo feto Takeshi, quindi muore.
Hideoyuki vede Hiromisama spegnersi definitivamente, quindi entra un uomo che porge una valigetta contenente 20 milioni di yen a Hideoyuki, e si complimenta con lui per la vittoria.